# HK Riga 2000
HK Riga 2000 byl hokejový klub z hlavního města v Rize. Klub byl založen roku 2000 a zanikl roku 2009. Jejich domovským stadionem byl Siemens ledus halle s kapacitou 1500 lidí.

## Historie
Klub byl založen v roce 2000 v tradici juniorské Rigy a jeho předchůdce Dinama Riga (1940–1995) a navazuje na dlouhou historii ledního hokeje v Rize. Až do rozpadu východoevropské hokejové ligy se jí klub účastnil a v letech 2001 a 2002 se dostal do druhého kola EEHL. Kromě účasti v EEHL dominuje HK Riga 2000 v lotyšské hokejové lize od jejího založení . V sezónách 2004/05 a 2005/06 se zúčastnil také běloruské extraligy. Tam se v roce 2006 dostali na třetí místo a byli prvním lotyšským týmem, který mohl postoupit do první trojky ligy. Poté, co se běloruská liga stala pro sezónu 2006/07 opět uzavřenou ligou, hrála HK Riga v roce 2000 opět výhradně lotyšskou ligu a v roce 2007 se opět stala mistry.
Od znovuotevření běloruské ligy v sezóně 2008/09 se toho znovu zúčastnila HK Riga 2000, přičemž play-off se hrálo samostatně o určení příslušných národních šampionů. Sdružení rovněž uzavřelo dohodu o spolupráci s účastníkem KHL Dinamem Riga a v letech 2008 až 2009 působilo jako jeho farmářský tým. Kvůli finančním problémům se klub v létě 2009 rozpustil. Mnoho bývalých hráčů poté přešlo na nový farmářský tým Dinama Riga , Dinamo Juniors Riga.

## Úspěchy
Tým se stal lotyšským mistrem pětkrát (2001, 2004, 2005, 2006 a 2007). Teprve v letech 2002 a 2003 ve finále podlehli HK Liepājas Metalurgs . V sezóně 2005/06 a 2007/08 se tým umístil na druhém místě v kontinentálním poháru IIHF. Kromě toho klub vyhrál finalistu EEHL v letech 2001 a 2002.

## Známí bývalí hráči
| - Aleksandrs Ņiživijs - Kaspars Daugaviņš - Jānis Sprukts - Kārlis Skrastiņš - Guntis Galviņš | - Kristaps Sotnieks - Grigorijs Panteļejevs - Agris Saviels - Miķelis Rēdlihs - Juris Štāls | - Sergej Žoltoks - Vladimir's Mamonovs - Artūrs Irbe - Arvīds Reķis |

## Blokovaná čísla dresů
33 Sergej Žoltoks - bývalý hráč NHL a HK Riga 2000, který zemřel na náhlé srdeční selhání během zápasu s Rigou v sezóně 2003/04.